# Mathieu Faivre
Mathieu Faivre (* 18. Januar 1992 in Nizza) ist ein französischer Skirennläufer. Er ist weitgehend auf den Riesenslalom spezialisiert, in dem er im Jahr 2021 Weltmeister wurde.

## Biografie
Im November 2007 nahm Faivre erstmals an FIS-Rennen teil. Nur drei Monate später folgte ein zweiter Platz bei den französischen Riesenslalom-Juniorenmeisterschaften. Ab Dezember 2008 kam er im Europacup zum Einsatz. Im Februar 2009 gewann er den Riesenslalom beim European Youth Olympic Festival im polnischen Szczyrk. Zum Abschluss der Saison 2008/09 gewann er sein erstes FIS-Rennen.
Faivres Aufstieg setzte sich auch in der Saison 2009/10 fort. Bei den französischen Juniorenmeisterschaften siegte er sowohl im Riesenslalom als auch im Slalom, hinzu kam der erste Podestplatz im Europacup. Ende Januar 2010 wurde er in Les Houches Riesenslalom-Juniorenweltmeister, womit er sich für das Weltcupfinale in Garmisch-Partenkirchen qualifizierte. Am 12. März 2010 fuhr er dort bei seinem ersten Weltcuprennen überhaupt auf den 15. Platz und holte sich sogleich die ersten Weltcuppunkte. Zum Abschluss der Saison wurde er französischer Slalom-Meister.
Bei den Juniorenweltmeisterschaften 2011 gewann Faivre die Bronzemedaille im Riesenslalom. Im Weltcup kam er in der Saison 2010/11 zu insgesamt vier Einsätzen, bei denen er nur einmal als 17. der Super-Kombination von Bansko ein Ergebnis erzielte. Auch in der folgenden Weltcupsaison konnte er bei vier Starts nur einmal punkten. Am 17. Februar 2012 gewann er zum ersten Mal ein Europacuprennen, den Riesenslalom von Oberjoch. In der Saison 2012/13 konnte Faivre erstmals in mehreren Weltcuprennen punkten, wobei ihm am 16. Dezember 2012 mit dem zehnten Platz im Riesenslalom auf der Gran Risa in Alta Badia sein erstes Top-10-Ergebnis gelang.
Zu Beginn der Saison 2013/14 konnte sich Faivre in der Disziplin Riesenslalom endgültig an der Weltspitze etablieren. Nachdem er am 27. Oktober 2013 in Sölden Achter geworden war, fuhr er am 8. Dezember in Beaver Creek auf den vierten Platz. Als Zweitplatzierter des Riesenslaloms von Naeba erzielte er am 13. Februar 2016 seine erste Weltcup-Podestplatzierung. Der erste Weltcupsieg folgte am 4. Dezember 2016 in Val-d’Isère. Bei den Weltmeisterschaften 2017 in St. Moritz gewann er die Goldmedaille im Mannschaftswettbewerb. Die Saison 2016/17 schloss er als Zweiter der Riesenslalomwertung hinter Marcel Hirscher ab, einen Punkt vor seinem Landsmann Alexis Pinturault. In der nächsten Saison konnte er an diese Erfolge nicht mehr anknüpfen. Bei den Olympischen Winterspielen in Pyeongchang erreichte er Platz sieben im Riesenslalom und sorgte anschließend für einen Eklat, als er gegenüber einem Reporter „mangelnden Teamgeist“ zeigte. Obwohl Faivre für den Mannschaftswettbewerb vorgesehen war, schickte ihn der französische Verband daraufhin aus disziplinarischen Gründen nach Hause. Bei den Weltmeisterschaften 2021 in Cortina d’Ampezzo gewann er im Riesenslalom und im Parallelrennen die Goldmedaille. Das waren nicht nur seine ersten Einzelmedaillen bei einem Großanlass auf höchstem Niveau, sondern er krönte sich im Parallelrennen auch als erster Weltmeister in der neu eingeführten Disziplin bei Weltmeisterschaften.
In der Saison 2021/22 fuhr Faivre im Weltcup nur dreimal unter die besten zehn. Das beste Ergebnis des Winters gelang ihm bei den Olympischen Winterspielen 2022 mit dem Gewinn der Riesenslalom-Bronzemedaille.
Faivre war bis 2019 mit der amerikanischen Skirennläuferin Mikaela Shiffrin liiert.

## Erfolge

### Olympische Spiele
- Sotschi 2014: 24. Riesenslalom
- Pyeongchang 2018: 7. Riesenslalom
- Peking 2022: 3. Riesenslalom, 5. Mannschaftswettbewerb

### Weltmeisterschaften
- Schladming 2013: 21. Riesenslalom
- St. Moritz 2017: 1. Mannschaftswettbewerb, 9. Riesenslalom
- Åre 2019: 5. Mannschaftswettbewerb, 17. Riesenslalom
- Cortina d’Ampezzo 2021: 1. Parallelrennen, 1. Riesenslalom
- Courchevel 2023: 19. Riesenslalom

### Weltcup
- 10 Podestplätze, darunter 2 Siege:

| Datum            | Ort         | Land       | Disziplin    |
| ---------------- | ----------- | ---------- | ------------ |
| 4. Dezember 2016 | Val-d’Isère | Frankreich | Riesenslalom |
| 28. Februar 2021 | Bansko      | Bulgarien  | Riesenslalom |

### Weltcupwertungen
| Saison  | Gesamt | Gesamt | Super-G | Super-G | Riesenslalom | Riesenslalom | Kombination | Kombination | Parallel | Parallel |
| Saison  | Platz  | Punkte | Platz   | Punkte  | Platz        | Punkte       | Platz       | Punkte      | Platz    | Punkte   |
| ------- | ------ | ------ | ------- | ------- | ------------ | ------------ | ----------- | ----------- | -------- | -------- |
| 2009/10 | 117.   | 16     | –       | –       | 36.          | 16           | –           | –           | –        | –        |
| 2010/11 | 135.   | 14     | –       | –       | –            | –            | 35.         | 14          | –        | –        |
| 2011/12 | 126.   | 8      | –       | –       | 44.          | 8            | –           | –           | –        | –        |
| 2012/13 | 78.    | 71     | –       | –       | 25.          | 71           | –           | –           | –        | –        |
| 2013/14 | 44.    | 168    | –       | –       | 11.          | 168          | –           | –           | –        | –        |
| 2014/15 | 61.    | 111    | –       | –       | 16.          | 111          | –           | –           | –        | –        |
| 2015/16 | 21.    | 423    | –       | –       | 4.           | 423          | –           | –           | –        | –        |
| 2016/17 | 14.    | 440    | –       | –       | 2.           | 440          | –           | –           | –        | –        |
| 2017/18 | 48.    | 145    | –       | –       | 12.          | 145          | –           | –           | –        | –        |
| 2018/19 | 35.    | 239    | –       | –       | 9.           | 239          | –           | –           | –        | –        |
| 2019/20 | 29.    | 249    | –       | –       | 7.           | 225          | –           | –           | 23.      | 24       |
| 2020/21 | 16.    | 404    | –       | –       | 5.           | 378          | –           | –           | 10.      | 26       |
| 2021/22 | 46.    | 197    | 36.     | 25      | 13.          | 172          | –           | –           | 10.      | 26       |
| 2022/23 | 93.    | 53     | -       | -       | 31.          | 53           | –           | –           | -        | -        |
| 2023/24 | 128.   | 11     | -       | -       | 47.          | 11           | –           | –           | -        | -        |

### Europacup
- Saison 2009/10: 3. Kombinationswertung
- Saison 2011/12: 4. Riesenslalomwertung
- Saison 2019/20: 6. Super-G-Wertung
- 7 Podestplätze, davon 2 Siege:

| Datum            | Ort         | Land        | Disziplin    |
| ---------------- | ----------- | ----------- | ------------ |
| 17. Februar 2012 | Oberjoch    | Deutschland | Riesenslalom |
| 13. Februar 2020 | Sella Nevea | Italien     | Super-G      |

### Juniorenweltmeisterschaften
- Garmisch-Partenkirchen 2009: 20. Super-G, 31. Abfahrt, 32. Riesenslalom
- Mont Blanc 2010: 1. Riesenslalom, 42. Abfahrt
- Crans-Montana 2011: 3. Riesenslalom, 4. Kombination, 7. Slalom, 31. Super-G, 40. Abfahrt
- Roccaraso 2012: 4. Abfahrt, 4. Riesenslalom

### Weitere Erfolge
- 3 französische Meistertitel (Slalom 2010, Super-Kombination 2011, Riesenslalom 2014)
- 2 französische Juniorenmeistertitel (Slalom 2010, Riesenslalom 2010)
- European Youth Olympic Festival 2009: 1. Riesenslalom
- 6 Siege in FIS-Rennen